# Двадцать франков (триметаллическая монета)
Монета в 20 франков 1992—2001 годов — французские монеты, выпускавшиеся в виде:
- стандартной монеты с изображением острова Мон-Сен-Мишель;
- памятной монеты, посвящённой Средиземноморским играм 1993 года во Франции;
- памятной монеты, посвящённой 100-летию Международного Олимпийского комитета (1994 год).

Состав монеты — триметалл: внешнее кольцо и центр — алюминиевая бронза, внутреннее кольцо — никель.

## История
В 1973 году была изготовлена пробная монета 20 франков типа Дюпре. Она вышла тиражом 20 экземпляров. Эта монета не была принята для массового выпуска из-за инфляции существовавшей в то время.
В 1992 году новую монету номиналом 20 франков решено было выпустить по типу ранее выпущенной монеты десять франков Гений Свободы, но с добавлением в центре монеты алюминиевой бронзы. Монета была посвящена природно-историческому комплексу Мон-Сен-Мишель, часто посещаемому туристами. Уже в 1874 году он стал признанным историческим памятником, а с 1979 года был причислен ЮНЕСКО к всемирному наследию человечества.

## Таблица
| Год  | тираж    | примечания                                     |
| ---- | -------- | ---------------------------------------------- |
| 1992 | 1800     | пробная                                        |
| 1992 | 59966052 |                                                |
| 1993 | 54970000 |                                                |
| 1994 | 14970000 |                                                |
| 1995 | 9996011  |                                                |
| 1996 | 17013    |                                                |
| 1997 | 10000    |                                                |
| 1998 | 25000    |                                                |
| 1999 | 25500    |                                                |
| 2000 | 100000   |                                                |
| 2001 | 125000   | Вышла из оборота, в связи с переходом на евро. |

## Памятные монеты
| год  | Тираж      | Диаметр | Масса общая, г | Название монеты                                | аверс | реверс |
| ---- | ---------- | ------- | -------------- | ---------------------------------------------- | ----- | ------ |
| 1993 | 5 000 000  | 27      | 9              | Средиземноморские игры                         |       |        |
| 1994 | 15 000 000 | 27      | 9              | 100-летие Международного олимпийского комитета |       |        |

## Также
- Французский франк